# Heinrich Irmler (Tischler)
Heinrich Irmler (* 9. Juli 1839 in Seitendorf b. Fulnek, Mähren; † 10. November 1914 in Wien) war ein österreichischer Tischlermeister, k.u.k. Hoftischler und Kaiserlicher Rat. In einem Nachruf wurde er als Meister der Wiederbelebung deutscher Renaissance in der Kunstmöbelfabrikation bezeichnet.

## Leben und Wirken
Irmler gründete 1871 in Wien eine Werkstatt für Kunstmöbel. Dort fertigte er zum einen Stilmöbel nach Entwürfen von Professoren der Wiener Kunstgewerbeschule. Des Weiteren produzierte er Inneneinrichtungen für Bürogebäude, Hotels und Museen. So realisierte er u. a. Innenausstattungen für das Naturhistorische Museum Wien, den Sitzungssaal des Abgeordnetenhauses im Parlamentsgebäude, den Justizpalast, das Wiener Rathaus, die Universität Wien und die Wiener Handelskammer. 
Auf der Weltausstellung 1873 wurde er für seine Ausstellungsobjekte mit der Großen Ausstellungsmedaille ausgezeichnet. Auch international war Irmler auf Ausstellungen u. a. in Paris, Amsterdam und Antwerpen präsent und erhielt für seine Exponate zahlreiche Auszeichnungen sowie Aufträge. 
Heinrich Irmler wirkte über ein Vierteljahrhundert als aktives Mitglied der Handels- und Gewerbekammer Wien. Außerdem war er Mitglied des Niederösterreichischen Gewerbevereins und in den 1880er Jahren als Inspektor der gewerblicher Fortbildungsschulen tätig. Irmler war zudem Gründungsmitglied des Wiener Kunstgewerbevereins und gehörte lange Zeit zu dessen Verwaltungsrat. Im Jahre 1908 übertrug er das Unternehmen an seinen Sohn Heinz.
Irmler unterstützte seine Heimatgemeinde Seitendorf b. Fulnek  mehrmals großzügig. Für die Bepflanzung des Kirchhügels spendete er Ziersträucher, der Kirche des hl. Nikolaus schenkte er ein Fenster. Er finanzierte den Bau einer Wasserwerkes für Seitendorf an der großen Quelle in Stachenwald und den Bau eines Kleinkraftwerkes zur Stromversorgung an der Mündung des Mühlegrabens der Neumühle in die Oder. Für seine Verdienste ernannte ihn die Gemeinde 1910 zum Ehrenbürger.
Heinrich Irmler verstarb am 10. November 1914 und wurde auf dem Dornbacher Friedhof beigesetzt. Seine Tochter Rosa war mit dem Maler Erwin Pendl verheiratet.

## Ehrungen und Auszeichnungen
- 1879: Staatspreis
- 1884: Anerkennung des Kaisers
- 1910: Ehrenbürger von Seitendorf b. Fulnek
- 1910: Gedenkstein am Fuße des Kirchhügels von Seitendorf b. Fulnek, errichtet von der Gemeinde